# Anse de Grande Saline
Anse de Grande Saline (Engels: Saline Beach) is een langgerekt strand aan de loefzijde van Saint-Barthélemy. Het bevindt zich ongeveer 4 km ten zuidenoosten van de hoofdstad Gustavia. Het strand ligt ten zuiden van een voormalige zoutpan, en naakttoerisme is toegestaan.

## Overzicht
Anse de Grande Saline bevindt zich aan een zoutpan die tot 1972 in gebruik was. Bij de zoutpan kan worden geparkeerd en bevinden zich de restaurants en voorzieningen. Van de parkeerplaats is het vijf minuten lopen door de duinen naar het strand. Door de lengte van het strand is het relatief rustig.
Aan de rechterkant bevinden zich aanlegsteigers die gebruikt werden door de zoutboten. Aan de linkerkant ligt een kleiner strandje en grotten. Vanaf het strand is er uitzicht op het eilandje Île Coco. Het water heeft soms grote golven, en het strand is populair voor surfen en bodyboarden.
Volgens de legende had de boekanier Daniel Montbars zijn schatten begraven op Anse de Grande Saline of in Gouverneur. De zoutpan en de duinen worden door veel trekvogels bezocht.

## Galerij

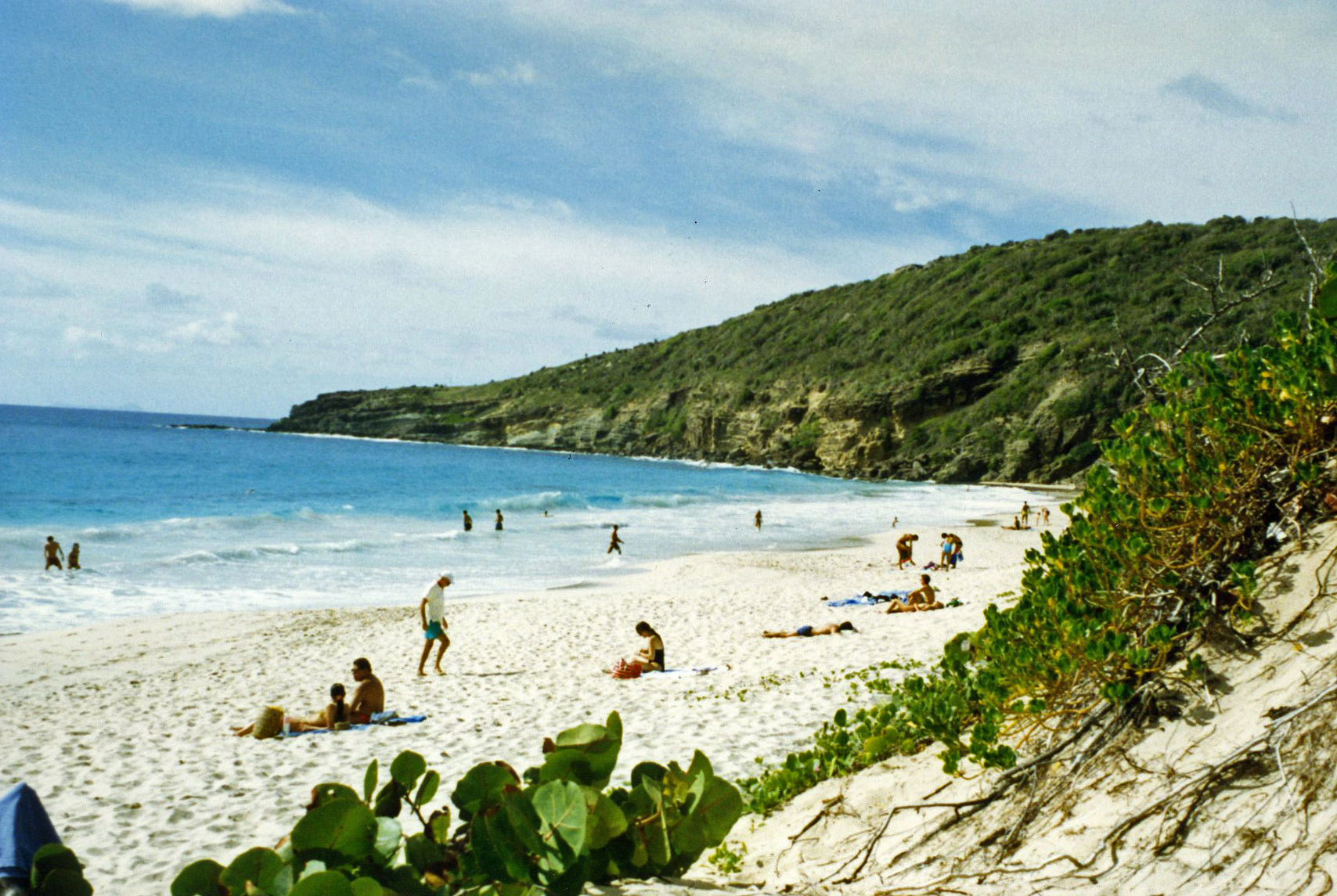
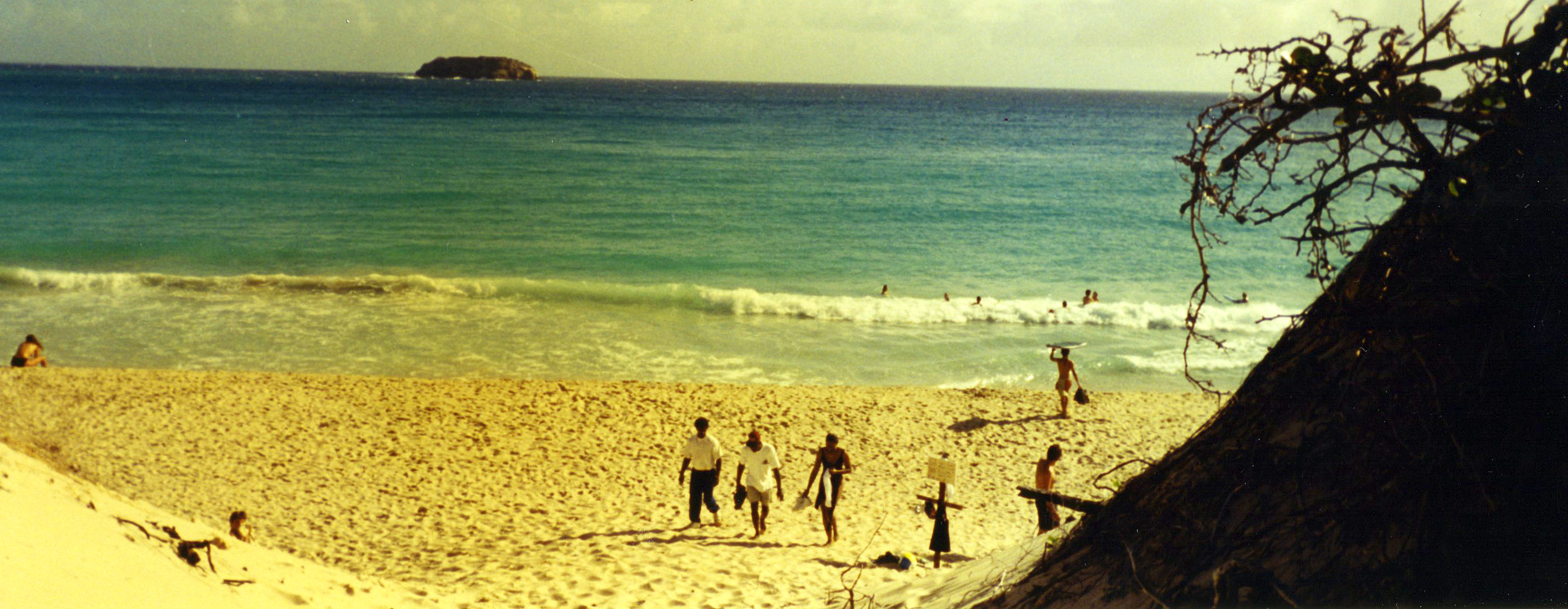

Anse de Colombier · Anse de Gouverneur · Anse de Grande Saline · Anse de Toiny · Plage de Saint-Jean · Shell Beach